# José Martínez González
José Martínez González (* 29. Mai 1953 in Santa Cruz del Astillero, El Arenal, Jalisco; † 14. Februar 1981 in Puebla), nach seinem Vornamen auch bekannt unter dem Spitznamen Pepe sowie wegen seiner Schweigsamkeit ebenfalls bekannt unter dem Spitznamen Mudo (span. für Der Schweigsame), war ein mexikanischer Fußballspieler, der meistens im offensiven Mittelfeld agierte.

## Leben
Martínez begann seine fußballerische Laufbahn beim Club Deportivo Guadalajara, in dessen Nachwuchsabteilung er 1967 aufgenommen wurde. 1970 erhielt er bei Chivas einen Profivertrag und spielte zeitlebens ausschließlich für diesen Verein.
Ein unvergessliches Highlight seiner Karriere war das am 11. November 1980 in Los Angeles ausgetragene Freundschaftsspiel gegen die Argentinos Juniors mit Diego Maradona. Martínez absolvierte an diesem Tag eines seiner besten Spiele und erzielte das Siegtor zum 1:0-Endstand.
Auf der Fahrt zum Auswärtsspiel nach Puebla, das für den folgenden Tag angesetzt war, geriet der Mannschaftsbus von Chivas am 14. Februar 1981 in einen Verkehrsunfall, bei dem mehrere Spieler verletzt wurden und Pepe Martínez sein Leben verlor, nachdem er zuvor seinen Sitzplatz mit seinem Mannschaftskameraden Hugo Díaz de la Paz getauscht hatte.
Seither wird das von ihm getragene Trikot mit der Nummer 22 bei Chivas nicht mehr vergeben, außer bei den seltenen Auftritten in der Copa Libertadores, wo es die Regularien der Conmebol erfordern.